# 그 남자가 아내에게
《그 남자가 아내에게》(일본어: 今度は愛妻家)는 2010년 1월 16일 개봉한 일본의 영화이다. 나카타니 마유미의 연극을 원작으로 유키사다 이사오 감독에 의해 실사 영화화되었다. 주연은 도요카와 에츠시, 야쿠시마루 히로코. 개봉은 2010년이지만 촬영이 크랭크인 한 것은 2008년 12월 4일이다. 주제가 《붉은 눈의 크라운》은 이노우에 요스이가 불렀다.

## 출연진
- 키타 슌스케 - 도요카와 에츠시
- 키타 사쿠라 - 야쿠시마루 히로코
- 요시자와 란코 - 미즈카와 아사미
- 후루타 마코토 - 하마다 가쿠
- 니시다 켄토 - 시로타 유우
- CM에 등장하는 남편 - 츠다 칸지
- CM에 등장하는 아내 - 카오루 오쿠누키
- 이가와 유리 - 이가와 하루카
- 하라 분타 - 이시바시 렌지